# Guzhen
Guzhen (chiń. upr. 固镇县; chiń. trad. 固鎮縣; pinyin Gùzhèn Xiàn) – powiat w północnej części prefektury miejskiej Bengbu w prowincji Anhui w Chińskiej Republice Ludowej. Liczba mieszkańców powiatu, w 1999 roku, wynosiła 625215.